# Neil Eckersley
Neil Eckersley (Bolton, 5 aprile 1964) è un ex judoka britannico.

## Palmarès
- Giochi olimpici

Los Angeles 1984: bronzo nei 60 kg.